# Széchenyi Futam
A Széchenyi Futam alternatív hajtású járművek évente megrendezett versenye, a Széchenyi István Egyetem rendezésében. Tehetséges fiatal tervezők találmányaira épül, küldetése a Föld globális felmelegedés okozta természeti katasztrófájának, és a közlekedés vészesen közelgő hajtóanyag-válságnak elkerülése.

## Kezdetek
Korunk égető környezeti problémáinak figyelembevételével alakult ki az a koncepció, hogy olyan közlekedési eszközök tervezésére és építésére hívják fel az ország valamely felsőoktatási intézményében tanuló fiataljainak figyelmét, amelyek kizárólag alternatív, környezetbarát meghajtással üzemelnek. Első ízben 2006 tavaszán került megrendezésre a verseny, amely lehetőséget adott a fiataloknak, illetve műszaki találmányokkal foglalkozó ötletgazdag magánszemélyeknek, hogy megmérettessék magukat, tapasztalatokat cseréljenek egymással. A járművek teljesítményének összemérésére pedig kialakult egy olyan pontozási rendszer, amely látványosságával felkelti a közvélemény figyelmét és érdeklődését. Az esemény, az elképzelés környezeti, társadalmi, szakmai és talán hazánk számára is értéket teremtő hatása miatt a történelem egyik legnagyobb magyar személyisége előtt is tisztelegve a Széchenyi Futam nevet kapta.

## A verseny
Széchenyi Futam